# Fritz Erpenbeck
Œuvres principales
Gründer (1940)
Fritz Erpenbeck, né le 6 avril 1897 à Mayence dans le Grand-duché de Hesse et mort le 7 janvier 1975 à Berlin-Est en République démocratique allemande, est un écrivain et militant communiste allemand.

## Biographie

### Jeunesse et exil
Fils d'un horloger, Fritz Erpenbeck apprend le métier de serrurier à Osnabrück puis suit des cours de comédie. Il se produit à partir de 1920 dans plusieurs théâtres, dont celui de Piscator à Berlin. Il collabore avec ce dernier à la mise en scène. 
Il adhère au Parti communiste d'Allemagne (KPD) et à l'Association des écrivains prolétariens révolutionnaires en 1927, épouse Hedda Zinner en 1928. Il mène une activité journalistique, notamment pour l'organe du KPD, Die Rote Fahne.
En 1933, avec l'arrivée au pouvoir des nazis, il fuit en Tchécoslovaquie avec son épouse. Il écrit dans les revues d'exil Neue deutsche Blätter, Arbeiter Illustrierte Zeitung, Die Weltbühne. En 1935, le couple est en URSS à Moscou. Erpenbeck publie de nombreuses nouvelles et des romans dans les maisons d'éditions soviétiques en langue allemande.

### Allemagne de l'Est
Fritz Erpenbeck retourne en Allemagne dès 1945. C'est un des membres du groupe Ulbricht chargé par les Soviétiques d'installer une nouvelle administration en Allemagne occupée.
Il adhère au Parti socialiste unifié d'Allemagne en 1946, fonde avec Bruno Henschel la maison d'édition Henschelverlag. De 1946 à 1958, il est rédacteur en chef des revues Theater der Zeit et Theaterdienst. Il exerce la direction artistique de la Volksbühne de 1959 à 1962. Il vit ensuite de sa plume.

### Famille
Son fils, le scientifique John Erpenbeck, est né en 1942. La fille de ce dernier, Jenny Erpenbeck, née en 1967, est romancière.

## Publications
- Musketier Peters, nouvelle, Moscou, 1936
- Emigranten, roman, Moscou, 1937
- Gründer, roman, Moscou, 1940, republié à Berlin-Est en 1945-1949 en deux tomes

## Sources
- (de) Notice biographique, Bundesstiftung zur Aufarbeitung der SED-Diktatur.
- (de) Wilhelm Sternfeld, Eva Tiedemann, Deutsche Exil-Litteratur 1933-1945, 1970, deuxième édition augmentée, Heidelberg, Verlag Lambert Schneider.